# 알브레히트 폰 할러

Elementa physiologiae corporis humani VIII

알브레히트 폰 할러(Albrecht von Haller, 1708년~1777년)는 스위스의 생리학자이다. 베른에서 출생. 15세로 튀빙겐 대학교에 입학했으나, 1년반 만에 떠나 레이던 대학교로 갔다. 여기서 그는 알비누스와 부르하버 밑에서 의학을 배웠다. 후에 다시 런던, 파리 등지에서 공부하고, 바젤에서는 베르누이에게서 고등수학을 배웠다. 1729년에는 고향인 베른으로 돌아와, 여기서 5년여를 지냈다. 1732년에 『스위스의 시의 시도』라는 시집(詩集)을 내어 전 유럽의 이목을 모았다. 1736년에 신설된 괴팅겐 대학교의 해부학·외과학·식물학의 교수로 추천되어, 여기서 그의 학구 생활이 시작되었다. 레이던 대학교의 본을 따서 참신한 기풍 아래 설립된 대학의 연구실에서 그는 정력적인 연구를 했다.
그의 업적 가운데서 특히 유명한 것은 자극 감응성설(感應性說)이다. 그는 동물체의 근본 현상으로서 자극성과 감응성을 상정(想定)했다. 자극성은 근육의 특성이며, 근육은 기계적·전기적 등의 자극에 의해서 수축한다. 또 자극을 전달하는 성질, 즉 감응성은 신경의 특성이다. 그리고 이들은 근육 및 신경에 내포된 특성이며, 물리학·화학에 의해서 해명할 수 없는 종류의 것이다. 이와 같은 할러의 설은 생물에 자연과학의 힘을 초월한 어떤 것을 상정하는 생기론(生氣論)의 입장이며, 후대의 학계에 미치는 영향은 지극히 컸다. 할러는 망향(望鄕)의 심정이 강하여, 1753년 스스로 직을 사임하고 고향으로 돌아와 1777년 고향에서 병사했다.

## 같이 보기
- 카를 루트비히 폰 할러